# 1833 en arts plastiques
| Années des arts plastiques : 1830 - 1831 - 1832 - 1833 - 1834 - 1835 - 1836    |
| Décennies des arts plastiques : 1800 - 1810 - 1820 - 1830 - 1840 - 1850 - 1860 |

Le Dernier jour de Pompéi, tableau de Brioullov.

Cette page concerne l'année 1833 en arts plastiques.

## Événements
- 23 septembre : Ouverture du Salon de Bruxelles de 1833, neuvième édition d'une exposition d'œuvres d'artistes vivants.

## Œuvres
- Veduta della piazza della Vetra en Milano, huile sur toile de Giuseppe Elena.

## Naissances
- 11 janvier : Mikhaïl Klodt, peintre russe († 29 mai 1902),
- 21 janvier : Edoardo Chiossone, graveur et peintre italien († 11 avril 1898),
- 26 janvier : Charles Gosselin, peintre et conservateur de musée français († 24 octobre 1892),
- 9 février : Napoleone Verga, peintre italien, spécialiste de miniatures († 1916),
- 13 février : Septime Le Pippre, peintre, aquarelliste et militaire français († 2 janvier 1871),
- 15 février : Carola Sorg, peintre française († 3 février 1923),
- 20 février : Zacharie Astruc, critique d’art, poète, peintre et sculpteur français († 24 mai 1907),
- 10 mars : Louis Schoutteten, peintre français († 7 février 1907),
- 19 mars : Auguste Allongé, peintre et dessinateur français († 4 juillet 1898),
- 26 mars : Marie-Abraham Rosalbin de Buncey, peintre et dessinateur français († 19 janvier 1891),
- 28 mars : Henri-Joseph Dubouchet, peintre et graveur français († 1909),
- 23 avril : Antoine Vollon, peintre français († 27 août 1900),
- 12 mai :
  - Augustin-Pierre-Bienvenu Chenu, peintre français († 9 mai 1875),
  - Gaston Casimir Saint-Pierre, peintre français († 1916),
- 28 mai : Félix Bracquemond, peintre, graveur et décorateur d'objets d'art peintre français († 27 octobre 1914),
- 20 juin : Léon Bonnat, peintre, graveur et collectionneur d'art français († 8 septembre 1922),
- 4 juillet : Théodore Renkewitz, peintre anglais établi en Suisse († 4 novembre 1910),
- 7 juillet : Félicien Rops, peintre, aquafortiste, dessinateur, illustrateur et graveur belge († 23 août 1898),
- 29 juillet : Théodore Jourdan, peintre français († 3 janvier 1908),
- 30 juillet : Ernest Michel, peintre français († 28 mai 1902),
- 8 août : Joanny Domer, peintre français († 2 juillet 1896),
- 12 août : Federico Faruffini, peintre italien († 1869),
- 20 août : Paul Chardin, peintre et illustrateur français († 22 février 1918),
- 22 août : Odoardo Borrani, peintre italien († 14 septembre 1905),
- 24 août : Émile Picault, sculpteur français († 24 août 1922),
- 25 août : Auguste Désiré Saint-Quentin, peintre français († 10 août 1906),
- 28 août : Edward Burne-Jones, peintre britannique († 17 juin 1898),
- 17 septembre : Élisa Koch, peintre et pastelliste italienne († 7 novembre 1914),
- 20 septembre : Jules Hédou, peintre de nature morte, collectionneur d’art et historien de l’art français († 16 septembre 1905),
- 24 septembre : Édouard Daliphard, peintre français († 11 août 1877),
- 28 septembre : Eugène Le Roux, peintre de genre et de paysage français († 24 janvier 1905),
- 2 décembre : Édouard Riou, peintre et illustrateur français († 27 janvier 1900),
- 16 décembre : Károly Lotz, peintre germano-hongrois († 13 octobre 1904),
- 19 décembre : Pierre Miciol, graveur et peintre français († 10 octobre 1905),
- ? :
  - Gianfrancesco Nardi, photographe et peintre italien († 1903),
  - Stanislas-Henri Rouart, ingénieur, industriel, peintre et collectionneur français († 2 janvier 1912),
  - Cesare Sighinolfi, peintre et sculpteur italien († 19 janvier 1903),
  - Leopoldo Toniolo, peintre italien († 1908).

## Décès
- 1er janvier : Pavel Brioullo, sculpteur et peintre russe (° 1760),
- février : Augustine Cochet de Saint-Omer, peintre française (° 21 janvier 1792).
- 30 mars : Jean-Baptiste Vermay, peintre, scénographe et architecte français (° 15 octobre 1786),
- 12 mai : Philippe-Auguste Hennequin, peintre français (° 10 août 1762),
- 25 mai : Joseph-Marie Flouest, peintre et sculpteur français (° 7 décembre 1747),
- 6 juillet : Pierre-Narcisse Guérin, peintre français (° 13 mai 1774),
- 11 septembre : Félix Auvray, peintre, écrivain et caricaturiste français (° 31 mars 1800).